# Vontae Davis
Vontae Ottis Davis (27. května 1988 Washington – 1. dubna 2024 Southwest Ranches, Florida) byl hráč amerického fotbalu, který nastupoval na pozici Cornerbacka v National Football League. Univerzitní fotbal hrál za University of Illinois, poté byl vybrán v prvním kole Draftu NFL 2009 týmem Miami Dolphins.

## Mládí
Davis hrál americký fotbal na vysoké škole Dunbar High School v rodném Washingtonu na pozicích Cornerbacka a Wide receivera. V poslední sezóně zaznamenal 38 tacklů, 8 interceptionů a obdržel mnohá osobní vyznamenání, včetně nominace do prvního týmu deníku Washington Post, PrepStar All-American, prvního týmu DCIAA West All-Conference a stale se D.C. Gatorade Hráčem roku.
Web Rivals.com ho ohodnotil třemi hvězdičkami jako 33. nejlepšího Cornerbacka v nabídce.

## Univerzitní fotbal
Davis dal přednost University of Illinois před univerzitami Maryland, Michigan State a Virginia. Ve skvělé nováčkovské sezóně si připsal 30 tacklů, jednu interception a za to byl jmenován do prvního týmu nováčků deníkem The Sporting News, a weby Scout.com a Rivals.com. Také byl jmenován hráčem roku své univerzity. O rok později odehrál všech 12 utkání a zaznamenal 56 tacklů, a také třinácté, Rose Bowl, proti USC. Po sezóně 2008 Davis oznámil, že nenastoupí do posledního ročníku univerzity a zúčastní se Draftu NFL 2009.

## Profesionální kariéra

### Draft NFL
Davis byl spolu s Malcolmem Jenkinsem považován za nejlepšího Cornerbacka v nabídce a byl draftován v prvním kole Draftu NFL 2009 jako 25. týmem Miami Dolphins.
| Parametry před draftem |           |        |        |        |        |          |          |                  |             |           |
| Výška                  | Váha      | 40 yd  | 10 yd  | 20 yd  | 20 ss  | 3 kužely | Vert     | Broad            | Bench press | Wonderlic |
| 5 stop, 11 ⅝ palce     | 201 liber | 4.49 s | 1.47 s | 2.53 s | 4.07 s | 6.75 s   | 37 palců | 10 stop, 5 palců | 25          | 33        |

### Miami Dolphins
Davis podepsal s Dolphins pětiletý kontrakt na garantovaných 7 milionů dolarů. Ve čtvrtém týdnu zaznamenal první interception v profesionální kariéře proti Buffalu Bills, který vrátil pro 23 yardů a touchdown. Svou nováčkovskou sezónu pak zakončil s 51 tackly, 4 interceptiony a 11 ubráněnými přihrávkami.
Před startem sezóny 2011 posílil Dolphins Sean Smith a spolu utvořili "nejlepší tandem Cornerbacků v lize ". Nicméně v otevíracím utkání proti New England Patriots Tom Brady naházel 517 yardů, a ani o týden později neměl Davis na kontě ani jednu ubráněnou přihrávku nebo interception. Z obou utkání rovněž odstoupil kvůli zraněním. Nakonec nastoupil do dvanácti zápasů základní části jako startující hráč a vylepšil své statistiky na 43 tacklů (4 asistované), 9 zblokovaných přihrávek a 4 interceptiony.

### Indianapolis Colts
26. srpna 2012 byl Davis vyměněn do týmu Indianapolis Colts za právo volby ve druhém kole Draftu NFL. V následující sezóně šest zápasů vynechal kvůli zranění, ale i tak desetkrát nastoupil jako startující levý Cornerback a připsal si 51 tacklů, 7 zblokovaných přihrávek a 3 interceptiony. Poté, co v utkání proti Houston Texans zachytil dvě interceptiony byl vyhlášen AFC Defenzivním hráčem týdne. 11. března 2014 Davis podepsal prodloužení smlouvy s Colts o 4 sezóny za 39 milionů dolarů. Hned následující sezóna 2014 pro něj byla životní, protože vedl statistiky NFL jako hráč, proti kterému měli ssoupeři nejnižší passer rating (38,8) a za to byl poprvé v kariéře vybrán do Pro Bowlu.

### Buffalo Bills
26. února 2018 Davis podepsal jednoletý kontrakt s Buffalo Bills na 5 milionů dolarů, z toho 3,5 milionu garantovaných. 16. září 2018, v poločase v utkání s Los Angeles Chargers Davis odmítl nastoupit do druhé části a okamžitě ukončil kariéru.

## Statistiky

### Základní část
| 2009   | Miami Dolphins     | 16 | 9  | 51  | 47  | 4  | 0.0   | 0 | 11 | 4  | 64  | 16.0 | 26 | 1 | 0 |
| 2010   | Miami Dolphins     | 16 | 15 | 54  | 46  | 8  | 0.0   | 0 | 12 | 1  | 0   | 0    | 0  | 0 | 1 |
| 2011   | Miami Dolphins     | 12 | 12 | 43  | 39  | 4  | 1.0   | 0 | 9  | 4  | 60  | 15.0 | 28 | 0 | 0 |
| 2012   | Indianapolis Colts | 10 | 10 | 51  | 46  | 5  | 1.0   | 0 | 7  | 3  | 26  | 8.7  | 26 | 0 | 0 |
| 2013   | Indianapolis Colts | 16 | 16 | 46  | 41  | 5  | 0.0   | 0 | 12 | 1  | 0   | 0    | 0  | 0 | 0 |
| 2014   | Indianapolis Colts | 15 | 15 | 42  | 35  | 7  | 0.0   | 0 | 19 | 4  | 72  | 18.0 | 42 | 0 | 2 |
| 2015   | Indianapolis Colts | 16 | 16 | 48  | 38  | 10 | 0.0   | 0 | 16 | 4  | 6   | 1.5  | 6  | 0 | 0 |
| 2016   | Indianapolis Colts | 14 | 14 | 37  | 34  | 3  | 0.0   | 0 | 10 | 1  | 0   | 0    | 0  | 0 | 0 |
| 2017   | Indianapolis Colts | 5  | 5  | 21  | 16  | 5  | 0.0   | 0 | 2  | 0  | 0   | 0    | 0  | 0 | 0 |
| 2018   | Buffalo Bills      | 1  | 1  | 1   | 1   | 0  | 0.0   | 0 | 0  | 0  | 0   | 0    | 0  | 0 | 0 |
| Celkem | Celkem             | 97 | 90 | 394 | 343 | 70 | ! 2.0 | 0 | 97 | 22 | 228 | 11   | 42 | 1 | 3 |

### Play-off
| 2012   | Indianapolis Colts | 1 | 1 | 0  | 0  | 0 | 0.0 | 0 | 3 | – | – | –   | – | – | 0 |
| 2013   | Indianapolis Colts | 2 | 1 | 4  | 4  | 0 | 0.0 | 0 | 0 | – | – | –   | – | – | 0 |
| 2014   | Indianapolis Colts | 2 | 2 | 12 | 11 | 1 | 0.0 | 0 | 6 | – | – | –   | – | – | 0 |
| Celkem | Celkem             | 5 | 4 | 16 | 15 | 1 | 0.0 | 0 | 9 | 0 | 0 | 0.0 | 0 | 0 | 0 |

## Osobní život
Vontae je mladším bratrem Tight enda 49ers Vernona Davise. V červnu 2009 některá média informovala, že byl Davis zastaven a zatčen za spáchání několika dopravních přestupků ve městě Champaign ve státě Illinois. Později vyšlo najevo, že Davis byl na stanici identifikovat zloděje, který mu ukradl peněženku. V červnu 2015 se Davis oženil s dlouholetou přítelkyní Megan.